# Пудинг

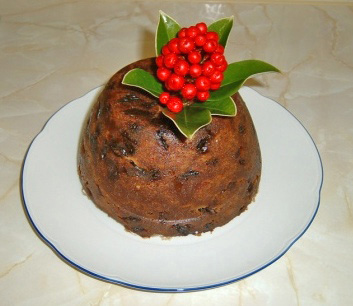
Різдвяний пудинг

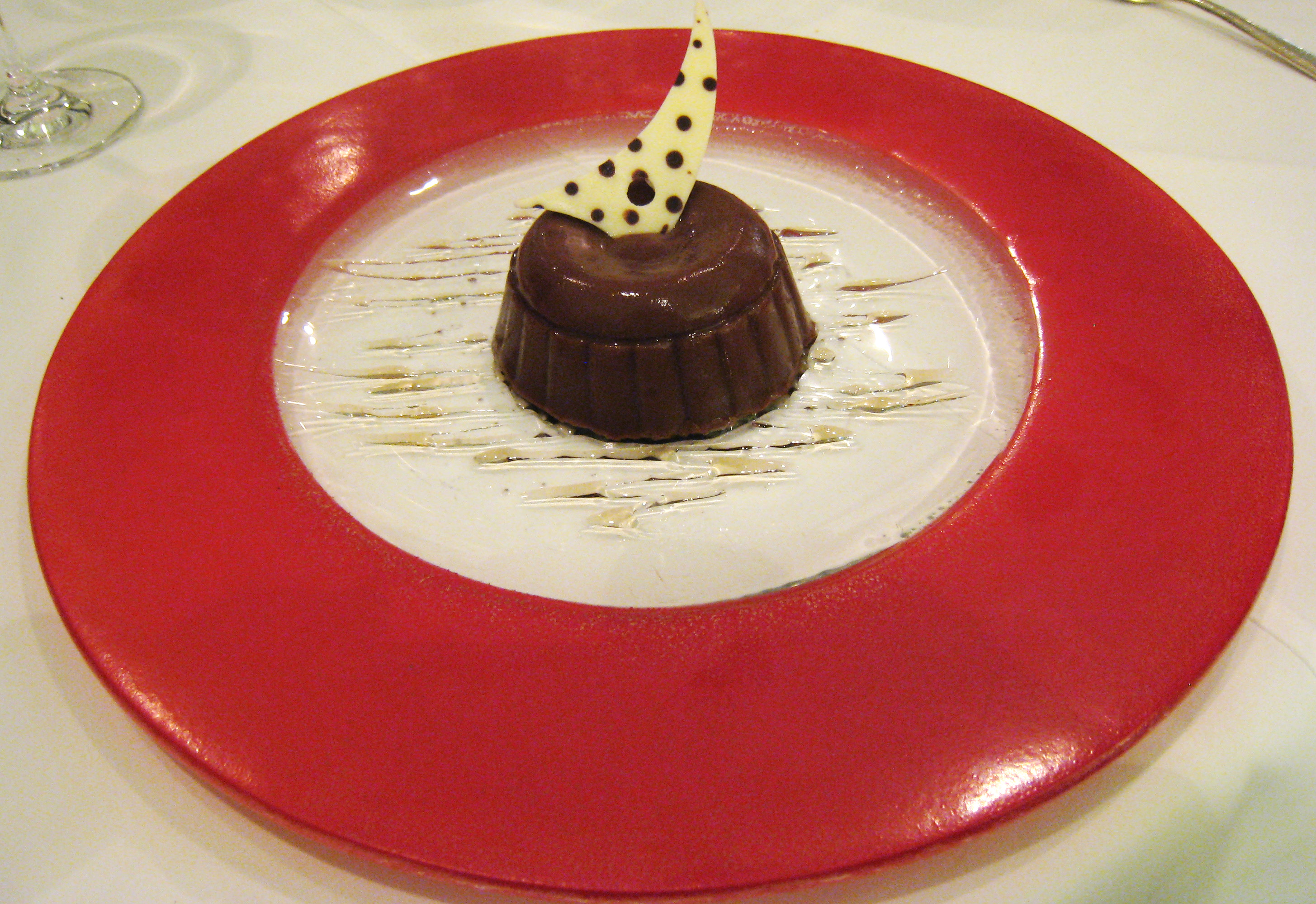
Шоколадний пудинг

Пу́динг (англ. pudding) — англійський десерт з яєць, цукру, молока й борошна, що готується на водяній бані. У пудинг додають фрукти або прянощі. Охолодження пудингу виконують в спеціальній формі, хоча це й не обов'язково. Подається звичайно охолодженим.
В Англії пудинг вважався традиційною стравою різдвяного столу. Протягом багатьох сторіч у жителів Британських островів на Різдво була на столі особлива каша — «плам порридж», зварена на м'ясному бульйоні. У неї додавали хлібні крихти, родзинки, мигдаль, чорнослив, мед і подавали її дуже гарячою. До початку ІІІ століття ця назва трансформувалася в плам-пуддинг (plum pudding) — одну з головних страв різдвяного столу. Його називають ще «пудинг у вогні» — перед подачею пудингу на стіл його обливають коньяком і підпалюють. Після такого «феєрверку» пудинг здається ще смачнішим.
В англійської Вікіпедії згадані кілька десятків основних різновидів пудингу.

## Пудинг у мистецтві
Як традиційна страва англійської кухні, пудинг постійно з'являється в класиці англійської літератури.
- У дев'ятому розділі «Аліси в Задзеркаллі» Льюїса Керрола Алісу знайомлять із пудингом.
- Серія розповідей Агати Крісті має назву «Пригоди різдвяного пудингу».
- У другому розділі роману Чарлза Діккенса «Великі сподівання» героя змушують годину місити тісто для пудингу.
- У шістнадцятому розділі роману «Джейн Ейр» Шарлотти Бронте героїня спостерігає за Грейс Пул, коли та говорить, що буде обідати пінтою портеру й шматком пудингу.